# Wasserburg Turow

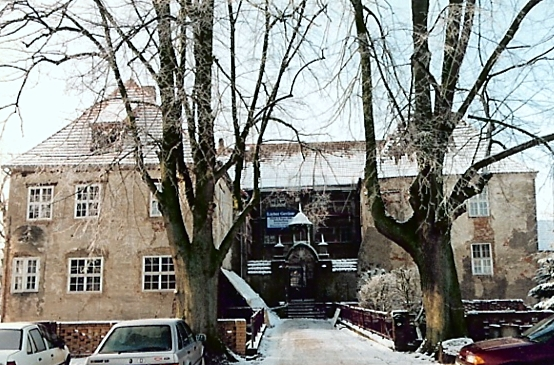
Ostseite (1993)

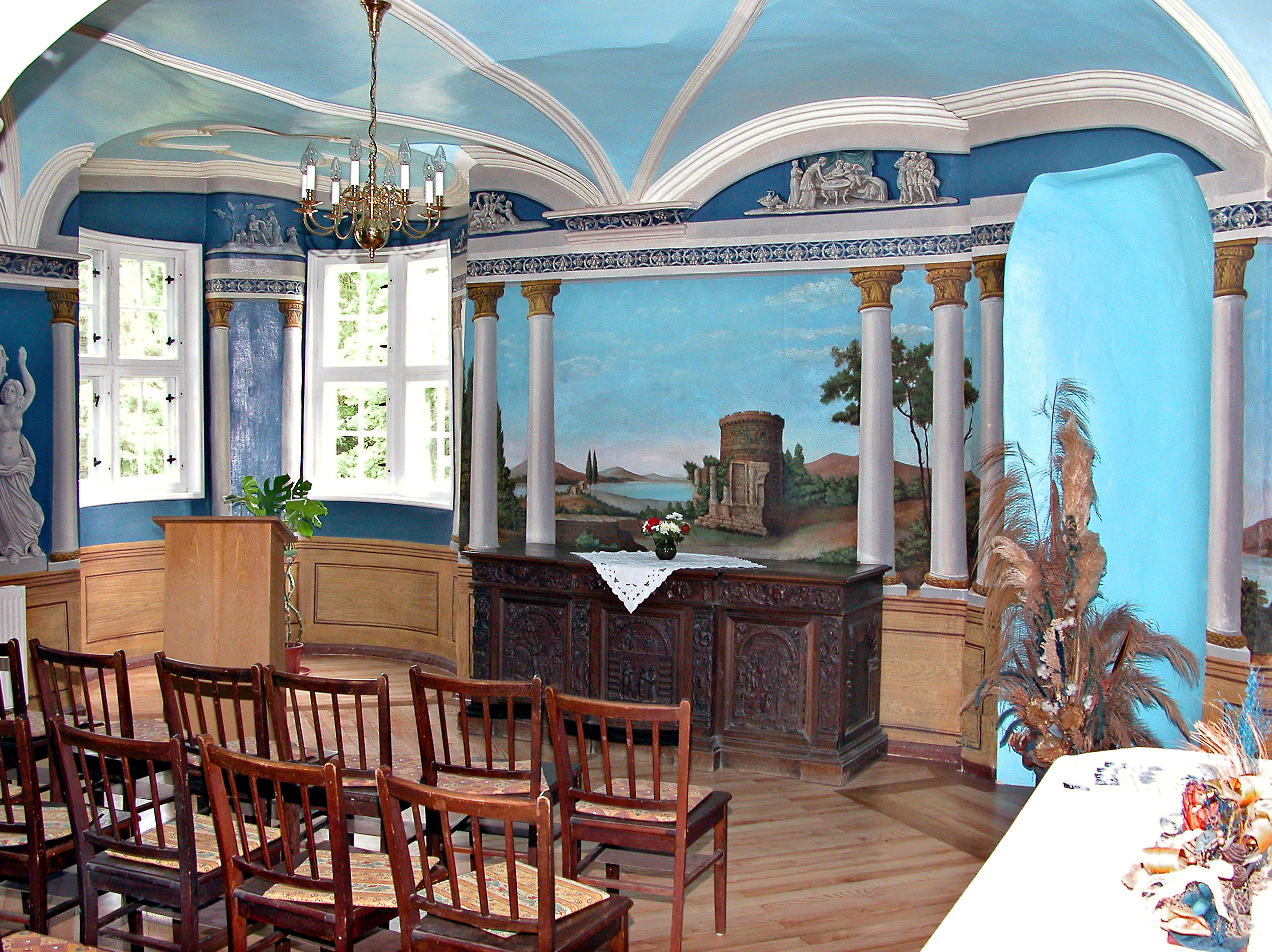
Blauer Saal bzw. Kapelle
(links der runde Eck-Erker, der auch auf den Außenansichten zu erkennen ist)

Die Wasserburg Turow, auch Schloss Turow, ist eine frühere Wasserburg, die sich heute als eine Anlage aus Burg und Gutshof, umgeben von einer Parkanlage im englischen Stil, darstellt. Sie befindet sich in Turow, einem Ortsteil der Gemeinde Glewitz im Landkreis Vorpommern-Rügen in Mecklenburg-Vorpommern. Es schrieb sich früher auch Thurow.

## Anlage
Die heutige Anlage geht aus einer vermutlich slawischen Motte des 12. Jahrhunderts hervor, die vermutlich zunächst als Holzbau auf einer leichten Erhöhung stand und auf allen Seiten von einem wassergefüllten Ringgraben umgeben war. Zur Burg gehören die Kernburg und die Vorburg, die zu einem Gutshof umgebaut wurde. Der einstige Wassergraben wurde umgelegt und verläuft heute in der typischen Form englischer Parkseen und Flüsse auf dem Areal. Ein heute verlandeter Abschnittsgraben befand sich zwischen Kern- und Vorburg. Dabei wird die Anlage noch zu etwa zwei Dritteln von Wasser umringt. Zwei Brücken führen über die Gräben.
Die Burg wurde seit ihrem Bestehen mehrfach umgebaut und wohl in der zweiten Hälfte des 15. Jahrhunderts bedeutend erweitert. Die Gebäude der ehemaligen Vorburg sind heute Teil der Gutsanlage und schließen sich östlich an die Kernburg an. Die Zufahrt zum Gesamtwerk stellt sich heute durch ein fehlendes Gebäude anders dar als zuvor. Merkmale des Burggebäudes sind eine verzierte Hoffassade, die in den oberen Stockwerken zum Teil noch aus Fachwerk besteht. Durch Umbauten und einheitlichen Putz erscheint die Anlage der heutigen Zeit angepasst. Das einstige Aussehen lässt sich aber noch recht gut erkennen.
Auf einem Rundgang durch den Park bieten sich auch heute noch Blicke und Sichtbeziehungen auf alte Erker, statische Stützsysteme, Schießscharten und Konstruktionsdetails.

## Geschichte
Ursprünglich stammt die Anlage aus dem 12. Jahrhundert. Es wurde zunächst von Mönchen des Klosters Neuenkamp bei  Franzburg der Verteidigungsturm errichtet und man findet hier noch heute ça. 1,50 m starke Mauern. Das Aussehen veränderte sich durch zahlreiche An- und Umbauten immer wieder. Die Burg wurde 1387 urkundlich erstmals erwähnt.

### Bau der Burg
Die Burg wurde im 15. Jahrhundert auf Resten der Vorgängerburg zur Wasserburg mit Wassergraben und Außenwall ausgebaut. Im 18. Jahrhundert entstand eine kleine Kapelle mit Wandmalereien. Der umliegende Park entstand in demselben Jahrhundert. Der Turm ist im Kern erhalten. Der sogenannte Blaue Saal wurde als Kapelle seit 1900 genutzt – es ist ein Kreuzgewölbe auf einer Mittelsäule, an den Wänden bemalte Leinwandtapeten von 1820 mit arkadischen Landschaften. Die Burg hat einen kleinen Innenhof, der durch eine Pforte abgeschlossen wird.

### Eigentümerfamilien
Turow wurde zum Rittergut u. a. unter war Eigentümer Henrikus Lüssow (1387 bis 1409), der Großvater von Heinrich Rubenow, dem Bürgermeister in Greifswald und Gründer der Universität 1456. Es folgte das rügische Adelsgeschlecht Bonow von 1414 bis 1636, unter welchem die baulichen Erweiterungen stattfanden. Dessen letzter Vertreter war Curdt Bonow, seit 1623 Hofmarschall des Herzogs Bogislaw XIV. von Pommern, und von 1614 bis 1633 Amtshauptmann zu Franzburg.
Curdt Bonow vererbte 1633 das verschuldete Gut samt den Dörfern Wolthof und Düvier an die unmündigen Söhne Hans und Erasmus des verstorbenen Erasmus Küssow, der sein Amtsvorgänger war. Der jüngere Erasmus Küssow verkaufte Turow mit den zu diesem Zeitpunkt vorhandenen Nebengütern Voigtsdorf, Strelow und Oelsdorf 1681 der Witwe Louise von Grävenitz, die es bereits sieben Jahre später an Otto Johann von Grothusen, Generalleutnant und Gouverneur zu Wismar, weiterverkaufte. Dieser veräußerte den Besitz 1696 an Rittmeister Paschen von Plüskow, der ihn nach nur vier Jahren 1700 an den Oberstleutnant Heinrich Julius Freiherr von Königsheim – der seinen Adelstitel kurz zuvor erhalten hatte – verkaufte. Dessen Tochter Ulrike von Königsheim heiratete 1719 Johann Gustav von Ferber, der die Güter Turow, Strelow, Voigtsdorf und Oelsdorf von seinen Schwägerinnen erwarb. Über 200 Jahre verblieb das Gut in dem Besitz der Familie von Ferber. Deren lange Ahnenreihe verdeutlicht sich über Karl Julius von Ferber (1796–1862), vermählt mit Friederike von Hintzenstern, dann deren zweiter Sohn Alexander von Ferber (1829–1910), respektive der Enkel Bruno von Ferber (1853–1929) als Herr auf Turow. Er hatte mit Mathilde von Maltitz den 1915 als Oberleutnant verstorbenen Sohn Albrecht. So verkörperte zuletzt dessen Tante Alexandra das Familienhaus von Ferber-Turow. Es war nachweislich keine Stiftung ähnlich einem Familienfideikommiss gegründet worden und Turow blieb somit immer ein allodialer Besitz.

### 20. Jahrhundert
Nach dem 1939 letztmals amtlich publizierten Pommerschen Güter-Adressbuch blieb formell der längst verstorbene Alexander von Ferber Eigentümer des Resthofes Turow mit 28 ha, Verwalter Neumann. Oder es handelt sich um einen Übermittlungsfehler, denn diese Landwirtschaftlichen Adressbücher basierten teils auf Selbstangaben. Schon 1927 verkaufte wohl die kinderlose Alexandra von Ferber Teile des mit Schulden belasteten Gutes an die Pommersche Siedlungsgemeinschaft, behielt aber die Wasserburg, die sie bei ihrem Tod im Jahr 1939 dem Prediger Heinrich Neumann vermachte, der sich bereits seit 1926 um den Erhalt der Burg kümmerte. In der Fachliteratur der Gothaischen Genealogischen Taschenbücher Ausgabe 1941 wurden zu Alexandra von Ferber weder genaueren Vitadaten noch der ehemaligen Besitz von Turow aufgeführt.
Während und nach dem Zweiten Weltkrieg wurde die Burg Turow zeitweise als Schule genutzt.
Im Jahre 1957 vererbte der Prediger Heinrich Neumann die Anlage der Pommerschen Evangelischen Kirche, die somit im Eigentum des späteren Landeskirchen-Gemeinschaftsverbandes Vorpommern war. Diese nutzte sie als Erholungs- und Rüstzeitheim, später auch als Seminarzentrum. Seit 2006 war sie Eigentum des Blaukreuz-Vereines Groß Vielen aus Zahren, der die denkmalgeschützte Anlage 2014 verkaufte, die dadurch wieder in privaten Besitz gelangte.

### 21. Jahrhundert
Heute ist die Wasserburg Turow offizielle Außenstelle des Standesamtes Franzburg-Richtenberg und man kann die Räumlichkeiten für Familienfeiern, Seminare etc. mieten.

## Archiv der Burg
Das Gutsarchiv umfasst Urkunden, Pachtverträgen und anderes Schriftgut über den Besitz und Verwaltung des Gutes wie auch einen kleinen Teil private Korrespondenz einiger Gutseigentümer seit dem Jahre 1632. Während die Burg im Besitz der Kirche war, befand sich der Bestand im Landeskirchlichen Archiv in Greifswald und wurde nach dessen Räumung wegen Schimmelbefalls ins Landeskirchliche Archiv Kiel gebracht.

## Anmerkung
1. ↑  Anm.: Eine abweichende (unbelegte), kurze Angabe zum Besitz der Burg befindet sich im Artikel Glewitz, wo auch eine Familie von Horn erwähnt wird.